# Vuelo 498 de Aeroméxico
El Vuelo 498 de Aeroméxico, fue un vuelo que operaba la ruta Ciudad de México - Los Ángeles, con escalas en los aeropuertos de Guadalajara, Loreto y Tijuana, el 31 de agosto de 1986. La aeronave implicada era un DC-9 con matrícula XA-JED. A las 11:52:00 (CVR), el avión colisiona con una avioneta tipo Piper Cherokee con registro N4891F, en su aproximación final hacia el Aeropuerto Internacional de Los Ángeles en California.

## Aeronaves y tripulación
El avión más grande involucrado, un McDonnell Douglas DC-9-32 con número de cola XA-JED llamado «Hermosillo», fue entregado en abril de 1969 a Delta Air Lines como N1277L antes de entrar en servicio con Aeroméxico en noviembre de 1979. Volaba desde la Ciudad de México al Aeropuerto Internacional de Los Ángeles (LAX), con escalas intermedias en Guadalajara, Loreto y Tijuana. Tenía 17 años y 5 meses al momento del accidente.
El N4891F era un Piper PA-28-181 Archer de operación privada propiedad de la familia Kramer, que volaba desde Torrance a Big Bear City, California. El avión Piper era pilotado por William Kramer, de 53 años. Su esposa Kathleen, de 51 años, y su hija Caroline, de 26 años, también estaban a bordo. Su avión había salido de Torrance aproximadamente a las 11:40 a. m. PDT. Kramer tenía 231 horas de vuelo de experiencia y se había mudado al sur de California en el último año desde Spokane, Washington.
La tripulación de cabina del vuelo 498 estaba compuesta por el capitán Arturo Valdés Prom de 46 años y el primer oficial José Héctor Valencia de 26 años. El comandante tenía 4.632 horas de experiencia de vuelo en el DC-9 y un total de 10,641 horas de vuelo. El copiloto había volado 1,463 horas, de las cuales 1,245 horas habían sido acumuladas en el DC-9.

## Antecedentes

El DC-9 mientras caía a tierra luego de colisionar con la avioneta

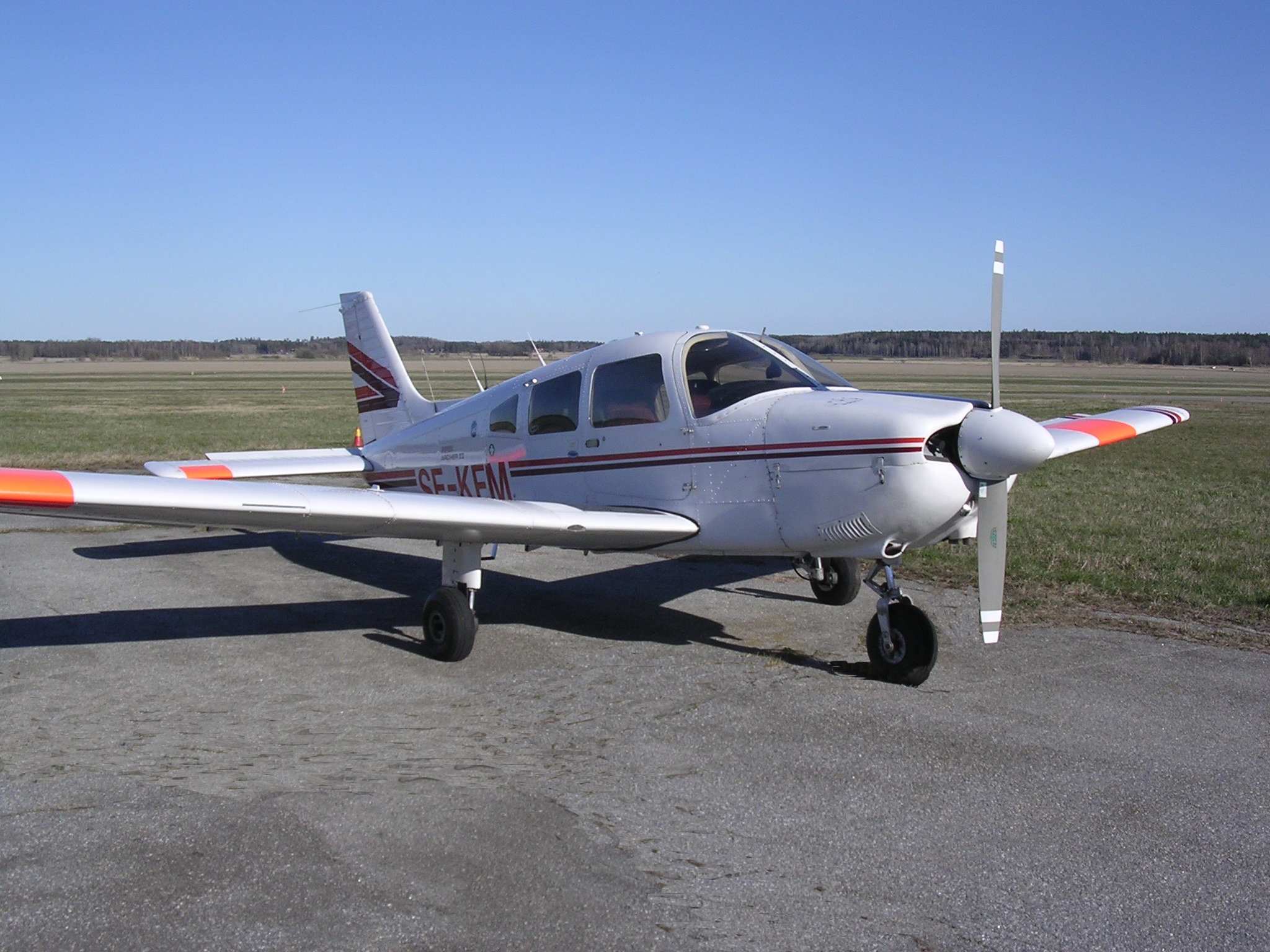
Un Piper PA-28-181 Archer, similar a la aeronave involucrada en el accidente.

El 31 de agosto de 1986 se celebraba el día del trabajo en los Estados Unidos, así que mucha gente tenía el día libre. Mientras tanto, en Los Ángeles, el controlador aéreo de ese día era Walter White, y a unos kilómetros de allí, en el aeródromo de Zamperini Field, William Kramer con su esposa e hija se dirigirían a Big Bear Lake.
Cuando el avión de Aeroméxico se acercaba a la ciudad de Los Ángeles, el controlador White se comunicó con el capitán Valdés del DC-9  para darle vectores de aproximación. Éste a su vez solicitó autorización para descenso, pero en ese instante una aeronave apareció en el radar de la torre, era un avión pequeño Grumman Tiger identificado como 66R, el avión había entrado en espacio aéreo de aeronaves grandes y estaba en riesgo de colisión. Así, el señor White se comunicó con el avión y le indicó cómo salir de ese espacio aéreo. Una vez hecho esto, se volvió a comunicar con el capitán Valdés. Nadie supo que otra aeronave también había entrado en espacio aéreo restringido, la Piper Cherokee del señor Kramer, pero no apareció en el radar ya que la aeronave carecía de transpondedor.

## Accidente

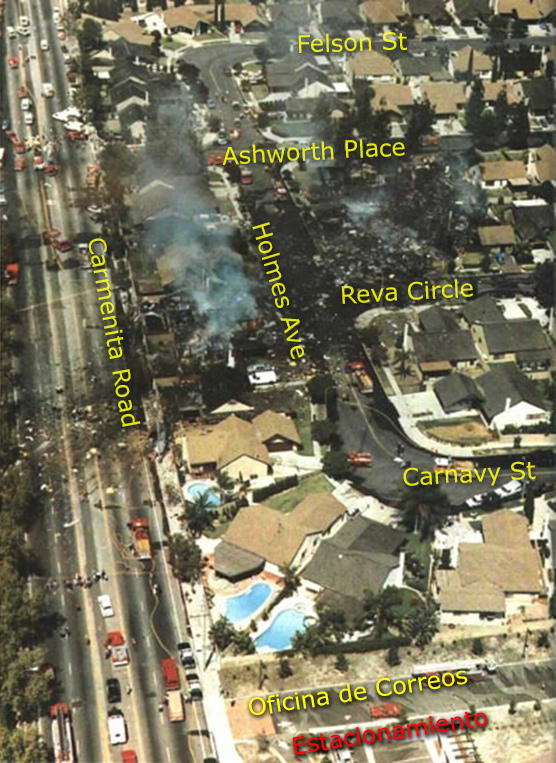
Lugar del accidente.

Mientras el avión de Aeroméxico descendía hacia el aeropuerto, la avioneta del señor Kramer ascendía e iba perpendicularmente al DC-9 de Aeroméxico; fue cuando la aeronave de Kramer impactó al DC-9 arrancándole el estabilizador de cola, matando al instante a los tres ocupantes del pequeño avión. El DC-9 cayó en picado. Aunque los pilotos hicieron lo posible por elevar el avión, fueron en vano todos sus esfuerzos. El avión se estrelló en el suburbio de Cerritos, muriendo todos a bordo: 58 pasajeros, 6 tripulantes (2 pilotos y 4 sobrecargos) y además 15 personas en tierra.
El señor White intentó comunicarse con el capitán Valdés, pero no hubo respuesta. Al no contestarle, contactó al capitán de un avión de American Airlines con número de vuelo 333 para que buscara al DC-9 de Aeroméxico. El capitán del American informó que se levantaba una columna de humo a la izquierda de su avión. Dicho esto, el señor White entró en una crisis nerviosa y debió ser relevado.

## Nacionalidades de los fallecidos
| Nacionalidad   | Pasajeros | Tripulación | Tierra | Piper Cheokee PA-28 Archer | Total |
| -------------- | --------- | ----------- | ------ | -------------------------- | ----- |
| Estados Unidos | 36        | 1           | 14     | 3                          | 54    |
| México         | 20        | 5           | 1      | 0                          | 26    |
| Colombia       | 1         | 0           | 0      | 0                          | 1     |
| El Salvador    | 1         | 0           | 0      | 0                          | 1     |
| Total          | 58        | 6           | 15     | 3                          | 82    |

## Investigaciones y conclusiones

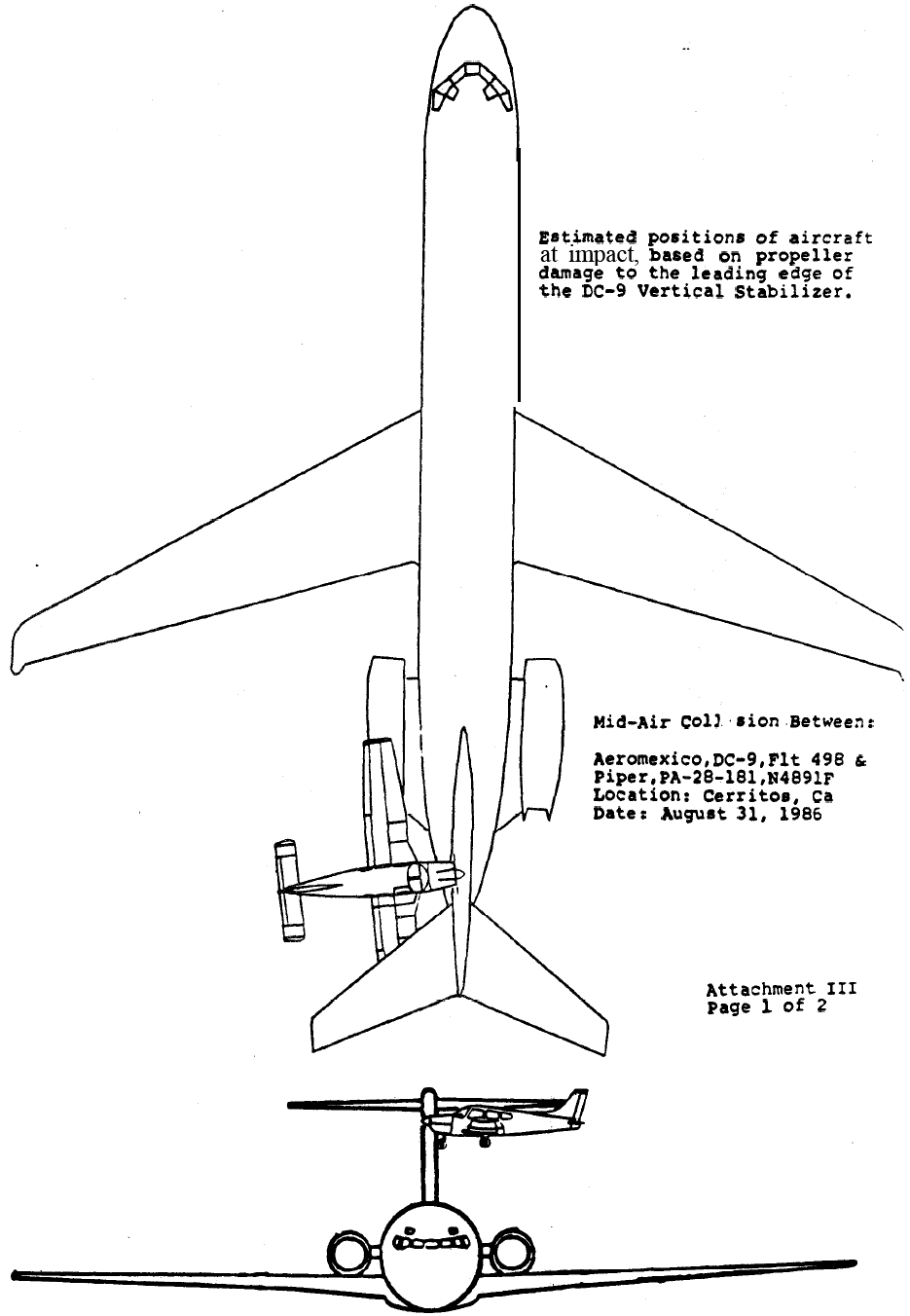
Dibujo que muestra el impacto entre las dos aeronaves.

Comenzaron después las investigaciones de la colisión, empezando por el eslabón más importante, el controlador Walter White. Se le preguntó por qué no había visto a la Piper en el radar y el respondió que nunca estuvo a la vista de su pantalla y que estaba tratando de que otra aeronave que había invadido el espacio aéreo restringido se saliera del corredor de aterrizaje, al tiempo de que trataba de que el vuelo 498 de Aeroméxico llegara a tierra con seguridad y que le había dado ya la orden de que podía aterrizar. No sabía que en ese momento la Piper ya había colisionado con la cola del avión, y que cuando perdió al avión mexicano, trató de localizarlo por medios visuales. Así que solicitó al vuelo 333 de American Airlines que verificara si lo tenía a la vista y que la respuesta fue negativa, que lo único que veían era una columna de humo.
Cuando el avión caía en picado, una persona logró tomar una fotografía donde se puede apreciar al avión cayendo, y se muestra que ya no posee el estabilizador horizontal en la cola. Se encontraron las cajas negras del avión y los investigadores concluyeron, después de meses de investigación, que los pilotos de Aeroméxico no tenían ninguna culpa, y que el factor más contribuyente habría sido el ascenso sin autorización del pequeño avión de William Kramer al espacio aéreo controlado.
Actualmente la FAA obliga a todas las aeronaves comerciales a que sean equipadas con el sistema anti-colisión TCAS para evitar colisiones aéreas y poder así evitar accidentes como el del vuelo 498. También se obliga a todos los aviones privados a que tengan un transpondedor compatible con el de los aviones comerciales para que el sistema anti-colisión funcione.

## Memorial

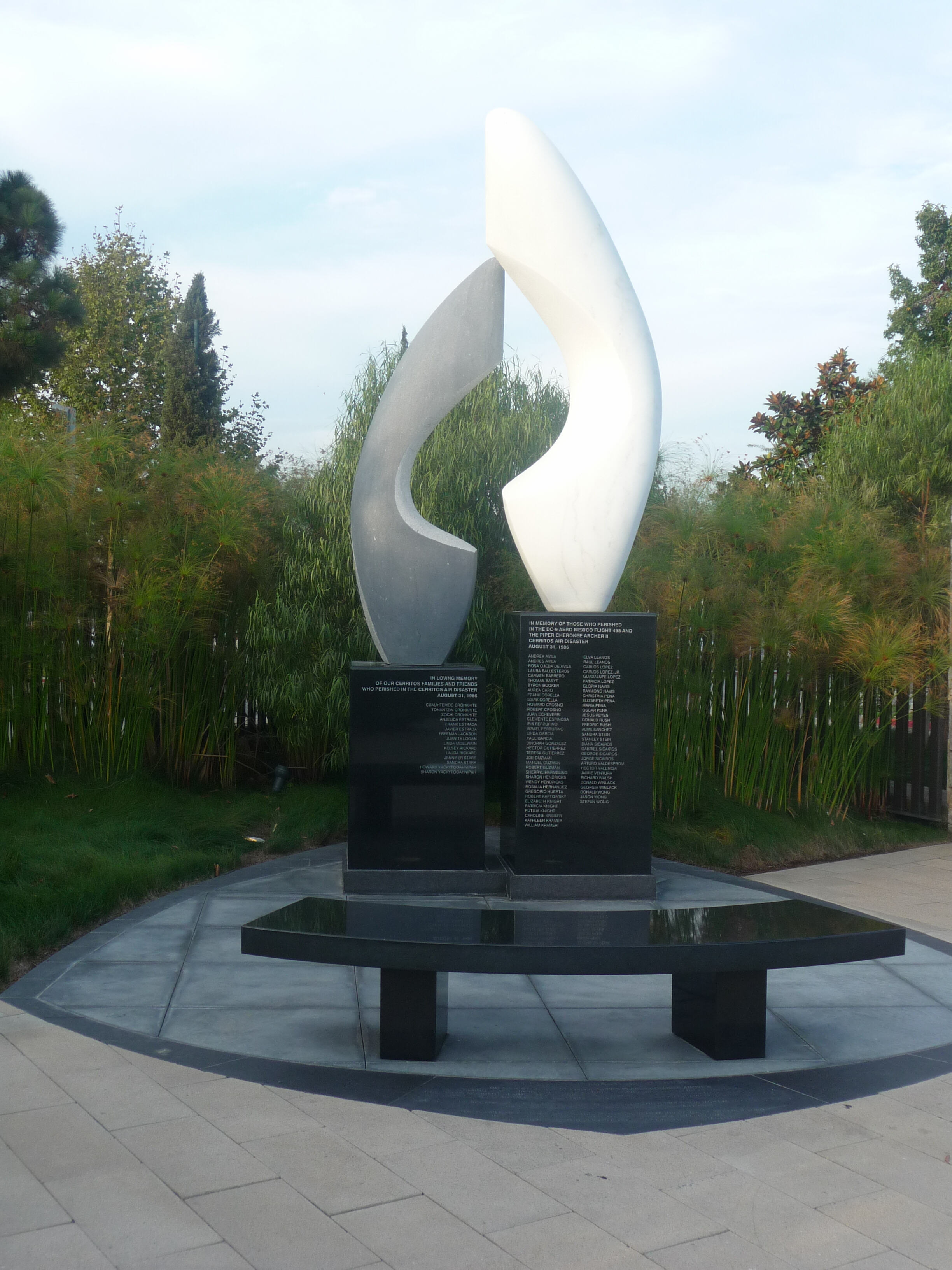
Monumento conmemorativo en Cerritos sobre las víctimas del accidente.

En el suburbio de Cerritos, en el Jardín Escultórico, se construyó un monumento conmemorativo a las víctimas de la tragedia aérea y los que perecieron en tierra, donde están los nombres de los 82 perecidos.